# Conchylodes nolkenialis
Conchylodes nolkenialis là một loài bướm đêm trong họ Crambidae.